# Африка, Бен
Бен Африка (англ. Ben Africa; 13 октября 1938, Рехобот — ?, Рехобот), он же Доктор Бенджамин Дж. Африка (англ. Dr Benjamin J. Africa) — намибийский политик, в 1977—1979 — капитан (вождь) общины бастеров. Один из учредителей Демократического альянса Турнхалле (ДТА), в 1982 — президент ДТА. В независимой Намибии — депутат Национальной ассамблеи. Консерватор-антикоммунист, противник СВАПО. Известен также как врач, первый небелый хирург Рехобота.

## Врач
По рождению принадлежал к высшему слою общины бастеров Юго-Западной Африки (ЮЗА). Учился в Кейптаунском университете по стипендии от администрации ЮЗА, получил медицинское образование. Работал врачом, стал первым небелым хирургом бантустана Рехобот. Именовался Доктор Бен (Бенджамин) Африка.
Был противником расовой дискриминации, выступал с соответствующими протестами во время учёбы в ЮАР. В частности, выражал возмущение тем фактом, что белые студенты практиковались с трупами чернокожих, тогда как студенты-негры не допускались к трупам белых людей. Склонялся к поддержке идеи независимости Намибии, но учитывал при этом специфическое положение бастеров, традиционно пользовавшихся покровительством колониальных властей.
В 1971 в Рехоботе случилась эпидемия гастроэнтерита. Бен Африка был возмущён тем, что администрация бантустана не принимала должных мер медицинского обеспечения. Он создал оппозиционную политическую организацию Ассоциация бастеров Рехобота (РБА). Приобрёл широкую популярность среди населения бантустана.

## Политик
Бен Африка придерживался правых антикоммунистических взглядов. В 1975 он принял участие в конституционной конференции, организованной в Виндхуке властями ЮАР и лояльными политическими организациями ЮЗА. В ноябре 1977 Бен Африка как глава РБА выступил соучредителем Демократического альянса Турнхалле (ДТА) — правоконсервативной коалиции, противостоящей марксистскому движению СВАПО.
В 1978 Бен Африка занял пост вице-президента ДТА. Короткий период в 1982 занимал пост президента ДТА (сменил Петера Калангулу, уступил Куаиме Рируако). Бен Африка призывал ДТА ориентироваться на общенациональные, а не этноплеменные интересы — подобно тому, как выступала СВАПО (реально опиравшаяся на овамбо). Однако такая позиция не преобладала в ДТА и в бастерской общине.
В октябре 1977 года Бен Африка был избран капитаном Рехобота — вождём общины бастеров и главой бантустана . Его конкурентом был предприниматель Ханс Диргаардт, представлявший Партию свободы Рехобота (РЛП). В 1979 Диргаардт добился по суду отмены результатов выборов и был избран капитаном. Политика Диргаардта была ориентирована на «фракцию консервативных землевладельцев» и ограничена бастерскими интересами. Бен Африка считал такой курс ошибочным и чреватым поражением.
В 1980—1983 Бен Африка состоял в органе «внутреннего управления» ЮЗА. В 1986 в результате конфликта с Диргаардтом он вышел из РБА и основал Прогрессивную народную партию (ППП). С 1986 ППП переименована в Рехоботскую демократическую партию альянса Турнхалле (РДТАП).
На выборах 1989 Бен Африка был избран в Национальную ассамблею по списку ДТА. В независимой Намибии являлся депутатом парламента, но при правлении СВАПО отошёл от активной политики.

## Кончина
Бен Африка был дважды женат, имел троих детей.
О кончине Бена Африки официально не сообщалось. Источники утверждают, что он скончался в Рехоботе. Дата при этом не уточняется, но речь идёт о 1990-х годах.